# 崔姓
崔（漢語拼音:Cui；威妥瑪拼音:Tsui），是漢字姓氏之一，在《百家姓》中排第189位，目前在中國大陸的人口統計中排名第56，約有509萬人（2013年統計資料）。但這個姓氏同時也常見於朝鲜半島。時至今日，按2000年韓國人口統計，約有2,169,704人姓崔，是韓國姓氏中第四多者。

崔姓在韓國人口中佔4.7%。
金
李ចុយ
朴
崔
鄭

## 起源
- 源自姜姓，其始祖可以追溯至齊太公姜子牙。[1]太公因輔佐武王克殷有功而被封於「齊」，三監之亂後，周公東征，封太公之子齊丁公繼位，在營丘（今山東臨淄北）建國。丁公的嫡長子名為「季子」，本應繼承齊國君位，但卻拱手讓給弟弟齊乙公，自己以「崔邑」（今山東章丘縣西北的崔氏城）作食邑，他的子孫便以邑為姓。[2][3][4][5]
- 出於彝族、亦有崔姓出現。
- 出於回族、亦有崔姓出現。
- 出於蒙古族、亦有崔姓出現。
- 出於土家族、亦有崔姓出現。
- 出於滿族姓氏中的「崔佳氏」，漢化改姓為崔姓。
- 出於新羅其中一個部落長老蘇伐都利。

## 郡望堂号
堂号：清河堂、博陵堂等。
郡望：
- 清河郡：清河崔氏
- 博陵郡：博陵崔氏

### 崔姓本贯
崔姓在韓國共有160個本貫。雖然崔姓在韓國姓氏中排名第四，每個本貫所佔的人數卻較小。最大者為慶州崔氏，2000年數字為976,820人。此部之崔氏可追溯至唐朝時期之崔致遠。
- 慶州崔氏[6]  - 崔致遠
- 全州崔氏[6]  - 崔純爵
- 海州崔氏[6]
- 江陵崔氏[6]
- 和順崔氏[6]
- 江華崔氏[6]
- 永川崔氏[6]
- 忠州崔氏[6]
- 槐山崔氏 - 崔世珍[7]

## 延伸阅读
[在维基数据编辑]
 《百家姓》
 《欽定古今圖書集成·明倫彙編·氏族典·崔姓部》，出自陈梦雷《古今圖書集成》